# 90479 Donalek
90479 Donalek è un asteroide della fascia principale. Scoperto nel 2004, presenta un'orbita caratterizzata da un semiasse maggiore pari a 2,5906313 UA e da un'eccentricità di 0,1052645, inclinata di 13,67391° rispetto all'eclittica.